# Gran Premio del Belgio 1994
Il Gran Premio del Belgio 1994 è stato l'undicesimo appuntamento mondiale della stagione 1994 del Campionato mondiale di Formula 1. La gara è stata disputata domenica 28 agosto sul circuito di Circuito di Spa-Francorchamps ed è stata vinta inizialmente dal tedesco Michael Schumacher, in seguito squalificato dai commissari FIA per un eccessivo consumo del fondo della vettura. La vittoria andò quindi al secondo classificato Damon Hill, seguito da Mika Häkkinen e Jos Verstappen.
Questa è inoltre l'ultima apparizione in Formula 1 per il francese Philippe Alliot.

## Vigilia

### Aspetti tecnici
Per tutelare la sicurezza dei piloti a seguito delle morti di Roland Ratzenberger e Ayrton Senna a Imola, viene modificato il tratto veloce dell'Eau Rouge ove viene posta una chicane al fine di rallentare le vetture in gara.

### Aspetti sportivi
Il finlandese Mika Häkkinen torna al volante della McLaren dopo aver scontato la squalifica per l'incidente causato in Germania mentre Philippe Alliot ritorna alla Larrousse al posto del monegasco Olivier Beretta. La Lotus rimpiazza invece Alessandro Zanardi con il pilota pagante Philippe Adams per garantire solidità economica alla squadra.

## Qualifiche
| Pos                     | Nº | Pilota                | Costruttore       | Q1        | Q2       | Gap     |
| ----------------------- | -- | --------------------- | ----------------- | --------- | -------- | ------- |
| 1                       | 14 | Rubens Barrichello    | Jordan-Hart       | 2:21.163  | no time  |         |
| 2                       | 5  | Michael Schumacher    | Benetton-Ford     | 2:21.494  | 2:25.501 | +0.331  |
| 3                       | 0  | Damon Hill            | Williams-Renault  | 2:21.681  | 2:25.570 | +0.518  |
| 4                       | 15 | Eddie Irvine          | Jordan-Hart       | 2:22.074  | no time  | +0.911  |
| 5                       | 27 | Jean Alesi            | Ferrari           | 2:22.202  | 2:25.099 | +1.039  |
| 6                       | 6  | Jos Verstappen        | Benetton-Ford     | 2:22.218  | 2:28.576 | +1.055  |
| 7                       | 2  | David Coulthard       | Williams-Renault  | 2:22.359  | 2:27.180 | +1.196  |
| 8                       | 7  | Mika Häkkinen         | McLaren-Peugeot   | 2:22.441  | 2:28.997 | +1.278  |
| 9                       | 30 | Heinz-Harald Frentzen | Sauber-Mercedes   | 2:22.634  | 2:28.026 | +1.471  |
| 10                      | 23 | Pierluigi Martini     | Minardi-Ford      | 2:23.326  | 2:30.896 | +2.163  |
| 11                      | 28 | Gerhard Berger        | Ferrari           | 2:23.895  | 2:29.391 | +2.732  |
| 12                      | 4  | Mark Blundell         | Tyrrell-Yamaha    | 2:24.048  | 2:28.164 | +2.885  |
| 13                      | 8  | Martin Brundle        | McLaren-Peugeot   | 2:24.117  | 2:28.428 | +2.954  |
| 14                      | 10 | Gianni Morbidelli     | Footwork-Ford     | 2:25.114  | 2:31.403 | +3.951  |
| 15                      | 29 | Andrea De Cesaris     | Sauber-Mercedes   | 2:25.695  | 2:30.475 | +4.532  |
| 16                      | 25 | Éric Bernard          | Ligier-Renault    | 2:26.044  | 2:31.025 | +4.881  |
| 17                      | 26 | Olivier Panis         | Ligier-Renault    | 2:26.079  | 2:31.501 | +4.916  |
| 18                      | 24 | Michele Alboreto      | Minardi-Ford      | 2:26.738  | 2:32.286 | +5.575  |
| 19                      | 19 | Philippe Alliot       | Larrousse-Ford    | 2:26.901  | 2:31.350 | +5.738  |
| 20                      | 12 | Johnny Herbert        | Lotus-Mugen-Honda | 2:27.155  | 2:32.610 | +5.992  |
| 21                      | 31 | David Brabham         | Simtek-Ford       | 2:27.212  | 2:41.593 | +6.049  |
| 22                      | 20 | Érik Comas            | Larrousse-Ford    | 2:28.156  | 2:30.524 | +6.993  |
| 23                      | 3  | Ukyo Katayama         | Tyrrell-Yamaha    | 2:28.979  | 2:29.925 | +7.816  |
| 24                      | 9  | Christian Fittipaldi  | Footwork-Ford     | 16:56.162 | 2:30.931 | +9.768  |
| 25                      | 32 | Jean-Marc Gounon      | Simtek-Ford       | 2:31.755  | 2:40.280 | +10.592 |
| 26                      | 11 | Philippe Adams        | Lotus-Mugen-Honda | 2:33.885  | 2:34.733 | +12.722 |
| Vetture non qualificate |    |                       |                   |           |          |         |
| NQ                      | 34 | Bertrand Gachot       | Pacific-Ilmor     | 2:34.582  | 2:34.951 | +13.419 |
| NQ                      | 33 | Paul Belmondo         | Pacific-Ilmor     | 2:35.729  | no time  | +14.566 |

## Gara

### Classifica

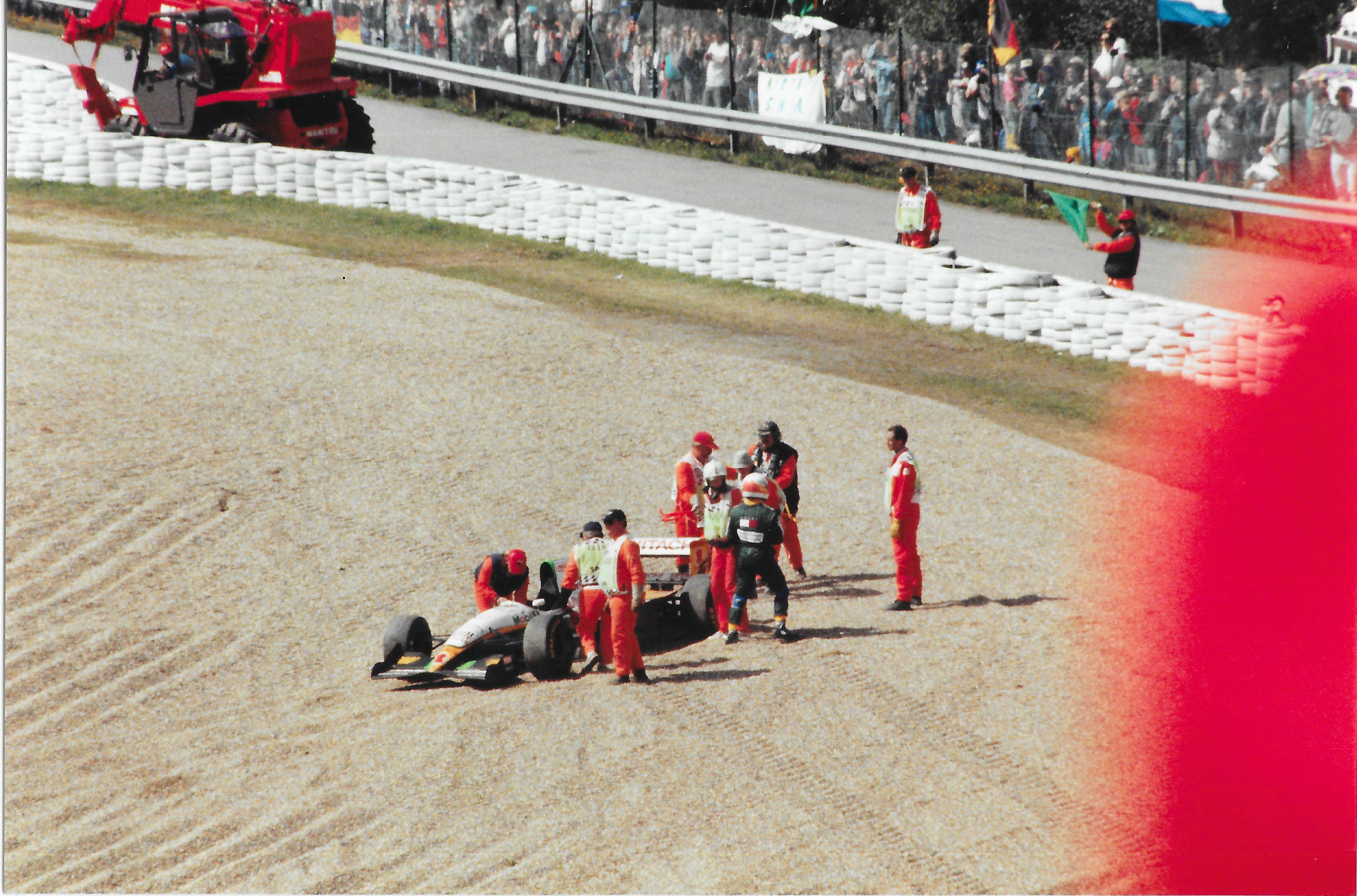
La Lotus di Philippe Adams nella ghiaia dopo il suo testacoda

| Pos | Nº | Pilota                | Costruttore       | Giri | Tempo/Ritiro           | Griglia | Punti |
| --- | -- | --------------------- | ----------------- | ---- | ---------------------- | ------- | ----- |
| 1   | 0  | Damon Hill            | Williams-Renault  | 44   | 1:28:47.1              | 3       | 10    |
| 2   | 7  | Mika Häkkinen         | McLaren-Peugeot   | 44   | +51.381                | 8       | 6     |
| 3   | 6  | Jos Verstappen        | Benetton-Ford     | 44   | +1:10.453              | 6       | 4     |
| 4   | 2  | David Coulthard       | Williams-Renault  | 44   | +1:45.787              | 7       | 3     |
| 5   | 4  | Mark Blundell         | Tyrrell-Yamaha    | 43   | +1 giro                | 12      | 2     |
| 6   | 10 | Gianni Morbidelli     | Footwork-Ford     | 43   | +1 giro                | 14      | 1     |
| 7   | 26 | Olivier Panis         | Ligier-Renault    | 43   | +1 giro                | 17      |       |
| 8   | 23 | Pierluigi Martini     | Minardi-Ford      | 43   | +1 giro                | 10      |       |
| 9   | 24 | Michele Alboreto      | Minardi-Ford      | 43   | +1 giro                | 18      |       |
| 10  | 25 | Éric Bernard          | Ligier-Renault    | 42   | +2 giri                | 16      |       |
| 11  | 32 | Jean-Marc Gounon      | Simtek-Ford       | 42   | +2 giri                | 25      |       |
| 12  | 12 | Johnny Herbert        | Lotus-Mugen-Honda | 41   | +3 giri                | 20      |       |
| 13  | 15 | Eddie Irvine          | Jordan-Hart       | 40   | Alternatore            | 4       |       |
| SQ  | 5  | Michael Schumacher    | Benetton-Ford     | 44   | Squalificato           | 2       |       |
| Rit | 9  | Christian Fittipaldi  | Footwork-Ford     | 33   | Motore                 | 24      |       |
| Rit | 31 | David Brabham         | Simtek-Ford       | 29   | Ruota                  | 21      |       |
| Rit | 29 | Andrea De Cesaris     | Sauber-Mercedes   | 27   | Cambio                 | 15      |       |
| Rit | 8  | Martin Brundle        | McLaren-Peugeot   | 24   | Testacoda              | 13      |       |
| Rit | 14 | Rubens Barrichello    | Jordan-Hart       | 19   | Incidente              | 1       |       |
| Rit | 3  | Ukyo Katayama         | Tyrrell-Yamaha    | 18   | Motore                 | 23      |       |
| Rit | 11 | Philippe Adams        | Lotus-Mugen-Honda | 15   | Testacoda              | 26      |       |
| Rit | 28 | Gerhard Berger        | Ferrari           | 11   | Motore                 | 11      |       |
| Rit | 19 | Philippe Alliot       | Larrousse-Ford    | 11   | Motore                 | 19      |       |
| Rit | 30 | Heinz-Harald Frentzen | Sauber-Mercedes   | 10   | Albero di trasmissione | 9       |       |
| Rit | 20 | Érik Comas            | Larrousse-Ford    | 3    | Motore                 | 22      |       |
| Rit | 27 | Jean Alesi            | Ferrari           | 2    | Motore                 | 5       |       |
| NQ  | 34 | Bertrand Gachot       | Pacific-Ilmor     |      |                        |         |       |
| NQ  | 33 | Paul Belmondo         | Pacific-Ilmor     |      |                        |         |       |

## Classifiche

### Piloti
| Pos | Pilota                | Punti |
| --- | --------------------- | ----- |
| 1   | Michael Schumacher    | 76    |
| 2   | Damon Hill            | 55    |
| 3   | Gerhard Berger        | 27    |
| 4   | Jean Alesi            | 19    |
| 5   | Mika Häkkinen         | 14    |
| 6   | Rubens Barrichello    | 10    |
| 7   | Martin Brundle        | 9     |
| 8   | Jos Verstappen        | 8     |
| =   | Mark Blundell         | 8     |
| 10  | Olivier Panis         | 7     |
| =   | David Coulthard       | 7     |
| 12  | Nicola Larini         | 6     |
| =   | Christian Fittipaldi  | 6     |
| 14  | Heinz Harald Frentzen | 5     |
| =   | Ukyo Katayama         | 5     |
| 16  | Karl Wendlinger       | 4     |
| =   | Andrea De Cesaris     | 4     |
| =   | Pierluigi Martini     | 4     |
| =   | Éric Bernard          | 4     |
| 20  | Gianni Morbidelli     | 3     |
| 21  | Érik Comas            | 2     |
| 22  | Michele Alboreto      | 1     |
| =   | Eddie Irvine          | 1     |
| =   | JJ Lehto              | 1     |

### Costruttori
| Pos | Team      | Punti |
| --- | --------- | ----- |
| 1   | Benetton  | 85    |
| 2   | Williams  | 62    |
| 3   | Ferrari   | 52    |
| 4   | McLaren   | 23    |
| 5   | Jordan    | 14    |
| 6   | Tyrrell   | 13    |
| 7   | Ligier    | 11    |
| 8   | Sauber    | 10    |
| 9   | Footwork  | 9     |
| 10  | Minardi   | 5     |
| 11  | Larrousse | 2     |